# Хаш (приток Пурдана)
Хаш — река в России, протекает по Советскому району Ханты-Мансийского АО. Устье реки находится в 24 км по левому берегу реки Пурдан. Длина реки составляет 15 км.

## Данные водного реестра
По данным государственного водного реестра России относится к Иртышскому бассейновому округу, водохозяйственный участок реки — Конда, речной подбассейн реки — Конда. Речной бассейн реки — Иртыш.
Код объекта в государственном водном реестре — 14010600112115300015637.